# Májer Alberik
Májer Alberik Ferenc (Szombathely (Vas vármegye), 1849. március 31. – Szombathely, 1883. december 13.) ciszterci rendi áldozópap és tanár.

## Élete
1867. szeptember 17-én lépett a rendbe és 1872. augusztus 2-án pappá szentelték. Főgimnáziumi tanár volt 1872-től 1879-ig Egerben, 1879-től 1883-ig Baján. Meghalt mint zirci apári jegyző és könyvtárőr.
Cikkei az egri ciszterci-rend főgimnáziumának Értesítőjében (1874. Párhuzam Vörösmarty Mihály és Arany János eposzi költsézete között, 1876. A Fauszt-monda a népköltészetben, Göthénél és Lenaunál); az Egerben (1877. Aesthetikai gondolatok a természet és művészet egymás közti viszonyáról); a bajai ciszterci rend főgimnáziumának Értesítőjében (1881. Magyar névelőnkről).

## Munkái
- Polgári ügyiratok ismertetése. Tanodai használatra. Eger, 1878.
- Hódolat, melyet nagys. és főt. Supka Jeromos urat zirczi, pilisi, pásztói és szent gotthardi apátot, ünnepélyes beiktatása alkalmából üdvözli a bajai rendház. Bpest, 1879.
- Üdvözlet, melyet nagys. és főt. Berényi Dániel úr, a boldogságos Szűzről nevezett ugrai apát ő nagysága székfoglalójának alkalmából 1881. ápr. 17. tisztelete jeléül nyujt a zircz-cziszterczi rend bajai társháza ... (Költemény.)
- Ihász Gábor magyar nyelvtana. A gymnasiumok I., II., III. osztálya és a reáliskolák használatára. Huszonegyedik kiadás. Átdolgozta ... Bpest, 1882. (22. átdolg. kiadás. Uo. 1883.)